# Hội đồng Khoa học Quốc tế
Hội đồng Khoa học Quốc tế, viết tắt theo tiếng Anh là ISC (International Science Council), là tổ chức phi chính phủ, phi lợi nhuận quốc tế cao nhất dành cho hợp tác quốc tế vì sự tiến bộ của khoa học. Các thành viên của ISC là các cơ quan khoa học quốc gia và các liên hiệp khoa học quốc tế.
Hội đồng Khoa học Quốc tế ISC ra đời ngày 4/7/2018, là hợp nhất của Hội đồng Quốc tế về Khoa học (ICSU, International Council for Science, cũng được dịch là "Hội đồng Khoa học Quốc tế") và Hội đồng Khoa học Xã hội Quốc tế (ISSC, International Social Science Council). Quyết định hợp nhất được đưa ra tại cuộc gặp của ICSU và ISSC ở Đài Bắc, Đài Loan tháng 10/2017.
Năm 2020 Hội đồng Khoa học Quốc tế ISC có 142 tổ chức thành viên, có 40 thành viên hiệp hội (Member Unions and Associations) và 30 Thành viên liên kết (Affiliated Members) . Đầu năm 2021 ISC có 228 tổ chức thành viên.
Trụ sở ISC đặt tại 5 rue Auguste-Vacquerie, 16e arrondissement, Paris, Pháp. Chủ tịch ISC đầu tiên, nhiệm kỳ 2018-2021, là Daya Reddy từ  Nam Phi. Giám đốc điều hành từ 3/2015 là Heide Hackmann từ  Đức .

## Nhiệm vụ
Nhiệm vụ của Hội đồng Khoa học Quốc tế là đóng vai trò là tiếng nói toàn cầu cho khoa học.

## Hoạt động
Hội đồng triệu tập và huy động cộng đồng khoa học quốc tế về các vấn đề có tầm quan trọng khoa học và công cộng. Các hoạt động tập trung vào ba lĩnh vực công việc:
- Kích thích và hỗ trợ nghiên cứu khoa học và học bổng quốc tế, và truyền đạt khoa học có liên quan đến các vấn đề chính sách quốc tế;
- Thúc đẩy khả năng của khoa học để đóng góp cho các vấn đề lớn;
- Bảo vệ thực hành khoa học miễn phí và có trách nhiệm.

Hội đồng tham gia đồng tài trợ cho một số chương trình, mạng lưới và ủy ban nghiên cứu quốc tế.
Hội đồng trao giải thưởng uy tín Stein Rokkan cho nghiên cứu khoa học xã hội so sánh (Stein Rokkan Prize for Comparative Social Science Research).

## Các thành viên
Năm 2019 Hội đồng Khoa học Quốc tế ISC có 135 tổ chức thành viên. Đầu năm 2021 ISC có 228 tổ chức thành viên, với 85 thành viên hiệp hội quốc tế và vùng (liên quốc gia) và 143 thành viên hiệp hội quốc gia.

### Thành viên quốc tế
| Viết tắt  | Liên hiệp                                                      | Lĩnh vực                                   | Tên giao dịch                                                                |
| --------- | -------------------------------------------------------------- | ------------------------------------------ | ---------------------------------------------------------------------------- |
| 4S        | Hội Nghiên cứu Xã hội Khoa học                                 | Nghiên cứu xã hội về khoa học và công nghệ | Society for Social Studies of Science                                        |
| ASTC      | Hiệp hội các Trung tâm Khoa học-Công nghệ                      |                                            | Association of Science and Technology Centers                                |
| CIE       | Ủy ban Chiếu sáng Quốc tế                                      |                                            | Commission Internationale de l'Eclairage                                     |
| FIG       | Liên đoàn Trắc địa Quốc tế                                     |                                            | Fédération Internationale des Géomètres                                      |
| GYA       | Viện Hàn lâm Trẻ Toàn cầu                                      |                                            | Global Young Academy                                                         |
| IAAP      | Hiệp hội Tâm lý học Ứng dụng Quốc tế                           |                                            | International Association of Applied Psychology                              |
| IAHR      | Hiệp hội Quốc tế Nghiên cứu Công trình Môi trường thủy         |                                            | International Association for Hydro-Environment Engineering and Research     |
| IALS      | Hiệp hội Khoa học Pháp lý Quốc tế                              | Khoa học pháp lý                           | International Association of Legal Science                                   |
| IASC      | Ủy ban Khoa học Bắc cực Quốc tế                                |                                            | International Arctic Science Committee                                       |
| IASSA     | Hiệp hội Khoa học Xã hội Bắc Cực Quốc tế                       | Khoa học xã hội liên quan đến Bắc Cực      | International Arctic Social Sciences Association                             |
| IAU       | Hiệp hội Thiên văn Quốc tế                                     | Thiên văn học                              | International Astronomical Union                                             |
| ICA       | Hiệp hội Bản đồ Quốc tế                                        | Bản đồ học                                 | International Cartographic Association                                       |
| ICA (a)   | Ủy ban Âm học Quốc tế                                          |                                            | International Commission for Acoustics                                       |
| ICIAM     | Hội đồng Quốc tế về Toán Công nghiệp và Ứng dụng               |                                            | International Council for Industrial and Applied Mathematics                 |
| ICLAS     | Viện Nghiên cứu Động vật Thực nghiệm (CIEA)                    |                                            | International Council for Laboratory Animal Science                          |
| ICO       | Ủy ban Quang học Quốc tế                                       |                                            | International Commission for Optics                                          |
| ICSTI     | Hội đồng Thông tin Khoa học Kỹ thuật Quốc tế                   |                                            | International Council for Scientific and Technical Information               |
| IEA       | Hiệp hội Kinh tế Quốc tế                                       | Kinh tế học                                | International Economic Association                                           |
| IFDO      | Liên đoàn Quốc tế các Tổ chức Dữ liệu về Khoa học Xã hội       |                                            | International Federation of Data Organizations for Social Science            |
| IFIP      | Liên đoàn Xử lý Thông tin Quốc tế                              |                                            | International Federation for Information Processing                          |
| IFLA      | Liên đoàn Quốc tế các Hiệp hội và Tổ chức Thư viện             |                                            | International Federation of Library Associations and Institutions            |
| IFS       | Quỹ Khoa học Quốc tế                                           |                                            | International Foundation for Science                                         |
| IFSM      | Liên đoàn Quốc tế các Hiệp hội Hiển vi                         | Kính hiển vi                               | International Federation of Societies for Microscopy                         |
| IGES      | Viện Chiến lược Môi trường Toàn cầu                            |                                            | Institute for Global Environmental Strategies                                |
| IGU       | Hội liên hiệp Địa lý Quốc tế                                   | Địa lý học                                 | International Geographical Union                                             |
| IIASA     | Viện Phân tích Hệ thống Ứng dụng Quốc tế                       |                                            | International Institute for Applied System Analysis                          |
| IMU       | Hội liên hiệp Toán học quốc tế                                 | Toán học                                   | International Mathematical Union                                             |
| INASP     | Mạng lưới Quốc tế về Khoa học và Chính sách Tiến bộ            |                                            | International Network for Advancing Science and Policy                       |
| INQUA     | Liên hiệp Quốc tế về Nghiên cứu Đệ Tứ                          | Kỷ Đệ Tứ                                   | International Union for Quaternary Research                                  |
| InterPore | Hiệp hội Môi trường xốp Quốc tế                                |                                            | International Society for Porous Media                                       |
| IPRA      | Hiệp hội Nghiên cứu Hòa bình Quốc tế                           | Nghiên cứu hòa bình                        | International Peace Research Association                                     |
| IPSA      | Hiệp hội Khoa học Chính trị Quốc tế                            | Khoa học chính trị                         | International Political Science Association                                  |
| ISA       | Hiệp hội Nghiên cứu Quốc tế                                    |                                            | International Studies Association                                            |
| ISA       | Hiệp hội Xã hội học Quốc tế                                    | Xã hội học và Khoa học xã hội              | International Sociological Association                                       |
| ISDE      | Hiệp hội Trái Đất Kỹ thuật số Quốc tế                          |                                            | International Society for Digital Earth                                      |
| ISEE      | Hiệp hội Kinh tế Sinh thái Quốc tế                             | Kinh tế sinh thái                          | International Society for Ecological Economics                               |
| ISI       | Viện Thống kê Quốc tế                                          |                                            | International Statistical Institute                                          |
| ISPRS     | Hiệp hội Quốc tế về Quang trắc và Viễn thám                    | Quang trắc và Viễn thám                    | International Society for Photogrammetry and Remote Sensing                  |
| IUBMB     | Liên hiệp Hóa sinh và Sinh học phân tử Quốc tế                 |                                            | International Union of Biochemistry and Molecular Biology                    |
| IUBS      | Liên hiệp Khoa học Sinh học Quốc tế                            | Sinh học                                   | International Union of Biological Sciences                                   |
| IUCr      | Liên đoàn Tinh thể học Quốc tế                                 | Tinh thể học                               | International Union of Crystallography                                       |
| IUFoST    | Liên đoàn Quốc tế về Khoa học và Công nghệ thực phẩm           | Khoa học thực phẩm                         | International Union of Food Science and Technology                           |
| IUFRO     | Liên đoàn các Tổ chức Nghiên cứu Lâm nghiệp Quốc tế            | Lâm nghiệp                                 | International Union of Forest Research Organizations                         |
| IUGG      | Liên đoàn Trắc địa và Địa vật lý Quốc tế                       | Trắc địa và Địa vật lý                     | International Union of Geodesy and Geophysics                                |
| IUGS      | Liên hiệp Khoa học Địa chất Quốc tế                            | Địa chất học                               | International Union of Geological Sciences                                   |
| IUHPST    | Liên đoàn Quốc tế về Lịch sử và Triết học của khoa học         | Lịch sử khoa học và Triết học khoa học     | The International Union for History and Philosophy of Science and Technology |
| IUIS      | Liên hiệp Hội Miễn dịch học Quốc tế                            | Miễn dịch học                              | International Union of Immunological Societies                               |
| IUMRS     | Liên hiệp Hội Nghiên cứu Vật liệu Quốc tế                      | Khoa học vật liệu                          | International Union of Materials Research Society                            |
| IUMS      | Liên hiệp Hội Vi sinh học Quốc tế                              | Vi sinh vật học                            | International Union of Microbiological Societies                             |
| IUNS      | Liên đoàn Khoa học Dinh dưỡng Quốc tế                          | Dinh dưỡng học                             | International Union of Nutritional Sciences                                  |
| IUPAB     | Liên đoàn Quốc tế về Lý sinh học Thuần túy và Ứng dụng         | Lý sinh học                                | International Union for Pure and Applied Biophysics                          |
| IUPAC     | Liên đoàn Quốc tế về Hoá học Thuần túy và Ứng dụng             | Hóa học                                    | International Union of Pure and Applied Chemistry                            |
| IUPAP     | Liên đoàn Quốc tế về Vật lý Thuần túy và Ứng dụng              | Vật lý học                                 | International Union of Pure and Applied Physics                              |
| IUPESM    | Liên đoàn Quốc tế về Khoa học Vật lý và Kỹ thuật trong Y học   | Vật lý y khoa                              | International Union for Physical and Engineering Sciences in Medicine        |
| IUPHAR    | Liên đoàn Quốc tế về Dược học Cơ bản và Lâm sàng               | Dược học                                   | International Union of Basic and Clinical Pharmacology                       |
| IUPS      | Liên đoàn Khoa học Sinh lý Quốc tế                             | Sinh lý học                                | International Union of Physiological Sciences                                |
| IUPsyS    | Liên đoàn Khoa học Tâm lý Quốc tế                              | Tâm lý học                                 | International Union of Psychological Science                                 |
| IUSS      | Liên đoàn Khoa học đất Quốc tế                                 | Khoa học đất                               | International Union of Soil Sciences                                         |
| IUSSP     | Liên đoàn Nghiên cứu Khoa học Dân số Quốc tế                   | Nhân khẩu học                              | International Union for the Scientific Study of Population                   |
| IUTAM     | Liên đoàn Cơ học Lý thuyết và Ứng dụng Quốc tế                 | Cơ học                                     | International Union of Theoretical and Applied Mechanics                     |
| IUTOX     | Liên đoàn Độc chất học Quốc tế                                 | Độc chất học                               | International Union of Toxicology                                            |
| IUVSTA    | Liên đoàn Quốc tế về Khoa học, Kỹ thuật và Ứng dụng Chân không |                                            | International Union for Vacuum Science, Technique and Applications           |
| IWA       | Hiệp hội Nước Quốc tế                                          |                                            | International Water Association                                              |
| OWSD      | Tổ chức vì Phụ nữ trong Khoa học ở Thế giới Đang phát triển    |                                            | Organization for Women in Science for the Developing World                   |
| PSA       | Hiệp hội Khoa học Thái Bình Dương                              |                                            | Pacific Science Association                                                  |
| SCOPE     | Ủy ban Khoa học về Vấn đề Môi trường                           |                                            | Scientific Committee of Problems of the Environment                          |
| SSRC      | Hội đồng Nghiên cứu Khoa học Xã hội                            |                                            | Social Science Research Council                                              |
| TNI       | Học viện liên Quốc gia                                         |                                            | Transnational Institute                                                      |
| TWAS      | Viện Hàn lâm Khoa học Thế giới                                 |                                            | The World Academy of Sciences                                                |
| UAI       | Liên đoàn Hàn lâm Quốc tế                                      |                                            | Union Académique Internationale                                              |
| UIS       | Liên đoàn Hang động Quốc tế                                    |                                            | Union Internationale de Spéléologie                                          |
| URSI      | Liên đoàn Khoa học Vô tuyến Quốc tế                            | Sóng vô tuyến                              | Union Radio Scientifique Internationale                                      |
| WAPOR     | Hiệp hội Nghiên cứu Ý kiến Cộng đồng Thế giới                  | Nghiên cứu dư luận                         | World Association for Public Opinion Research                                |
| WAU       | Liên đoàn Nhân loại học Thế giới                               | Nhân loại học                              | World Anthropological Union                                                  |

### Thành viên vùng quốc tế
| Viết tắt | Tổ chức                                                   | Lĩnh vực | Tên giao dịch                                                           |
| -------- | --------------------------------------------------------- | -------- | ----------------------------------------------------------------------- |
| AAS      | Viện Hàn lâm Khoa học Châu Phi                            |          | African Academy of Sciences                                             |
| AASSA    | Hiệp hội các Viện Hàn lâm và Hiệp hội Khoa học Châu Á     |          | Association of Academies and Societies of Sciences in Asia              |
| AASSREC  | Hiệp hội các Hội đồng Nghiên cứu Khoa học Xã hội Châu Á   |          | Association of Asian Social Science Research Councils                   |
| ACSS     | Hội đồng Khoa học Xã hội Ả Rập                            |          | Arab Council for the Social Sciences                                    |
| CAS      | Viện Hàn lâm Khoa học Caribe                              |          | Caribbean Academy of Sciences                                           |
| CLACSO   | Hội đồng Khoa học Xã hội Mỹ Latinh                        |          | Consejo Latinoamericano de Ciencias Sociales                            |
| CODESRIA | Hội đồng Phát triển Nghiên cứu Khoa học Xã hội ở Châu Phi |          | Council for the Development of Social Science Research in Africa        |
| EADI     | Hiệp hội các Viện Đào tạo và Phát triển Châu Âu           |          | European Association of Development and Training Institutes             |
| ECPR     | Hiệp hội Nghiên cứu Chính trị Châu Âu                     |          | European Consortium for Political Research                              |
| FLACSO   | Khoa Khoa học Xã hội Mỹ Latinh                            |          | Facultad Latinoamericana de Ciencias Sociales                           |
| OSSREA   | Tổ chức Nghiên cứu Khoa học Xã hội ở Đông và Nam Phi      |          | Organization for Social Science Research in Eastern and Southern Africa |
| SASA     | Hiệp hội vì sự tiến bộ của khoa học ở Châu Phi            |          | Society for the Advancement of Science in Africa                        |
| USP      | Đại học Nam Thái Bình Dương                               |          | University of the South Pacific                                         |

### Thành viên quốc gia
Gồm các thành viên là tổ chức khoa học các nước. Một thực thể địa lý có thể có nhiều tổ chức tham gia.
| Nước                 | Viết tắt   | Thành viên                                                                       | Tên giao dịch                                                                                                  |
| -------------------- | ---------- | -------------------------------------------------------------------------------- | --- |
| Angola               | FSDA       | Quỹ Khoa học và Phát triển Angola                                                | Foundation of Science and Development (Angola)                                                                 |
| Albania              | ASA        | Viện Hàn lâm Khoa học Albania                                                    | Academy of Sciences (Albania)                                                                                  |
| Argentina            | CONICET    | Hội đồng Nghiên cứu Khoa học và Công nghệ Quốc gia Argentina                     | Consejo Nacional de Investigaciones Científicas y Técnicas (Argentina)                                         |
| Armenia              | NAS RA     | Viện Hàn lâm Khoa học Quốc gia Armenia                                           | National Academy of Sciences of the Republic of Armenia                                                        |
| Úc                   | AAS        | Viện Hàn lâm Khoa học Australia                                                  | Australian Academy of Science                                                                                  |
| Úc                   | ASSA       | Viện Hàn lâm Khoa học Xã hội Australia                                           | Academy of the Social Sciences in Australia                                                                    |
| Áo                   | ÖAV        | Viện Hàn lâm Khoa học Áo                                                         | Die Österreichische Akademie der Wissenschaften                                                                |
| Azerbaijan           | ANAS       | Viện Hàn lâm Khoa học Quốc gia Azerbaijan                                        | Azerbaijan National Academy of Sciences                                                                        |
| Bỉ                   | RASAB      | Viện Hàn lâm Khoa học và Nghệ thuật Hoàng gia Bỉ                                 | Royal Academies for Science and the Arts of Belgium                                                            |
| Bénin                | ANSALB     | Viện Hàn lâm Khoa học, Nghệ thuật và Văn học Quốc gia Bénin                      | National Academy of Sciences, Arts and Letters (Bénin)                                                         |
| Burkina Faso         | CNRST      | Trung tâm Nghiên cứu Khoa học và Công nghệ Quốc gia Burkina Faso                 | Centre National de la Recherche Scientifique et Technologique (Burkina Faso)                                   |
| Bangladesh           | BAS        | Viện Hàn lâm Khoa học Bangladesh                                                 | Bangladesh Academy of Sciences                                                                                 |
| Bulgaria             | BAS        | Viện Hàn lâm Khoa học Bulgaria                                                   | Българска академия на науките; Bulgarian Academy of Sciences                                                   |
| Bosna và Hercegovina | ANUBiH     | Viện Hàn lâm Khoa học và Nghệ thuật Bosna và Hercegovina                         | Academy of Sciences and Arts of Bosnia and Herzegovina                                                         |
| Bosna và Hercegovina | ANURS      | Viện Hàn lâm Khoa học và Nghệ thuật Cộng hòa Srpska                              | Academy of Sciences and Arts of the Republic of Srpska                                                         |
| Belarus              | NASB       | Viện Hàn lâm Khoa học Quốc gia Belarus                                           | Нацыянальная акадэмія навук Беларусі; National Academy of Sciences of Belarus                                  |
| Bolivia              | ANCB       | Viện Hàn lâm Khoa học Quốc gia Bolivia                                           | Academia Nacional de Ciencias de Bolivia                                                                       |
| Brasil               | ABC        | Viện Hàn lâm Khoa học Brasil                                                     | Academia Brasileira de Ciências                                                                                |
| Brasil               | ANPOCS     | Hiệp hội Nghiên cứu và Nghiên cứu sau Đại học Quốc gia về Khoa học Xã hội Brasil | Association Nacional de Pos-Graduacao e Pesquisa em Ciencias Sociais (Brasil)                                  |
| Botswana             | MIST       | Bộ Khoa học và Công nghệ Hạ tầng Botswana                                        | Ministry of Infrastructure Science and Technology (Botswana)                                                   |
| Canada               | NRCC       | Hội đồng Nghiên cứu Quốc gia Canada                                              | National Research Council of Canada                                                                            |
| Canada               | SSHRC      | Hội đồng Nghiên cứu Khoa học Xã hội và Nhân văn Canada                           | Social Science and Humanities Research Council of Canada                                                       |
| Thụy Sĩ              | SAHS       | Viện Hàn lâm Khoa học Xã hội và Nhân văn Thụy Sĩ                                 | Schweizerische Akademie der Geistes- und Sozialwissenschaften; Swiss Academy of Humanities and Social Sciences |
| Thụy Sĩ              | SCNAT      | Viện Hàn lâm Khoa học Thụy Sĩ                                                    | Akademie der Naturwissenschaften Schweiz; Swiss Academy of Natural Sciences                                    |
| Chile                | ACC        | Viện Hàn lâm Khoa học Chile                                                      | Academia Chilena de Ciencias                                                                                   |
| Trung Quốc           | CASS       | Viện Khoa học xã hội Trung Quốc                                                  | Chinese Academy of Social Sciences                                                                             |
| Trung Quốc           | CAST       | Hiệp hội Khoa học và Công nghệ Trung Quốc                                        | China Association for Science and Technology                                                                   |
| Bờ Biển Ngà          | ASCAD      | Viện Hàn lâm Khoa học, Nghệ thuật, Văn hóa Châu Phi và người châu Phi di cư      | Académie des Sciences, des Arts, des Cultures d’Afrique et des Diasporas Africaines (Côte d'Ivoire)            |
| Cameroon             | CAS        | Viện Hàn lâm Khoa học Cameroon                                                   | Cameroon Academy of Sciences                                                                                   |
| Colombia             | ACCEFN     | Viện Hàn lâm Khoa học Chính xác, Vật lý và Tự nhiên Colombia                     | Academia Colombiana de Ciencias Exactas, Fisicas y Naturales                                                   |
| Costa Rica           | ANC        | Viện Hàn lâm Khoa học Quốc gia Costa Rica                                        | Academia Nacional de Ciencias (Costa Rica)                                                                     |
| Cuba                 | ACC        | Viện Hàn lâm Khoa học Cuba                                                       | Academia de Ciencias de Cuba                                                                                   |
| Cộng hòa Séc         | AV ČR      | Viện Hàn lâm Khoa học Cộng hòa Séc                                               | Akademie věd České republiky                                                                                   |
| Đức                  | DFG        | Quỹ Nghiên cứu Đức                                                               | Deutsche Forschungsgemeinschaft                                                                                |
| Đan Mạch             | KDVS/RDASL | Hội Khoa học Hoàng gia Đan Mạch                                                  | Kongelige Danske Videnskabernes Selskab; Royal Danish Academy of Sciences and Letters                          |
| Cộng hòa Dominica    | ASDR       | Viện Hàn lâm Khoa học Cộng hòa Dominica                                          | Academy of Sciences of the Dominican Republic                                                                  |
| Ai Cập               | ASRT       | Viện Nghiên cứu Khoa học và Công nghệ Ai Cập                                     | Academy of Scientific Research and Technology (Egypt)                                                          |
| Tây Ban Nha          | MCIN       | Bộ Khoa học và Đổi mới Tây Ban Nha                                               | Ministry for Science and Innovation (Spain)                                                                    |
| Estonia              | EAS        | Viện Hàn lâm Khoa học Estonia                                                    | Eesti Teaduste Akadeemia; Estonian Academy of Sciences                                                         |
| Ethiopia             | ESTA       | Cơ quan Khoa học và Công nghệ Ethiopia                                           | Ethiopian Science and Technology Agency                                                                        |
| Phần Lan             | CFA        | Hội đồng viện Hàn lâm Phần Lan                                                   | Suomen Tiedeakatemiat; Council of Finnish Academies                                                            |
| Pháp                 | ASF        | Viện Hàn lâm Khoa học Pháp                                                       | Académie des Sciences (France)                                                                                 |
| Anh Quốc             | ASS        | Hội Hoàng gia Luân Đôn                                                           | Royal Society (United Kingdom)                                                                                 |
| Anh Quốc             | ASS        | Viện Hàn lâm Khoa học Xã hội Vương quốc Anh                                      | Academy of Social Sciences (United Kingdom)                                                                    |
| Anh Quốc             | BA         | Viện Hàn lâm Anh quốc                                                            | British Academy                                                                                                |
| Anh Quốc             | ESRC       | Hội đồng Nghiên cứu Kinh tế và Xã hội Vương quốc Anh                             | Economic and Social Research Council (United Kingdom)                                                          |
| Gruzia               | GAS        | Viện Hàn lâm Khoa học Quốc gia Gruzia                                            | Georgian Academy of Sciences                                                                                   |
| Ghana                | GAAS       | Viện Hàn lâm Khoa học & Nghệ thuật Ghana                                         | Ghana Academy of Arts & Sciences                                                                               |
| Hy Lạp               | AT         | Viện Hàn lâm Athens                                                              | Academy of Athens                                                                                              |
| Guatemala            | ACMFN      | Viện Hàn lâm Khoa học Vật lý và Tự nhiên Guatemala                               | Academia de Ciencias Médicas Fisicas y Naturales de Guatemala                                                  |
| Honduras             | NASH       | Viện Hàn lâm Khoa học Quốc gia Honduras                                          | Academia de Ciencias de Honduras; National Academy of Sciences of Honduras                                     |
| Hungary              | ELKH       | Mạng nghiên cứu Eötvös Loránd                                                    | Eötvös Loránd Research Network                                                                                 |
| Hungary              | MTA        | Viện Hàn lâm Khoa học Hungary                                                    | Magyar Tudományos Akadémia; Hungarian Academy of Sciences                                                      |
| Indonesia            | LIPI       | Viện Khoa học Indonesia                                                          | Lembaga Ilmu Pengetahuan Indonesia; Indonesian Institute of Sciences                                           |
| Ấn Độ                | ICSSR      | Hội đồng Nghiên cứu Khoa học Xã hội Ấn Độ                                        | Indian Council of Social Science Research                                                                      |
| Ấn Độ                | INSA       | Viện Hàn lâm Khoa học Quốc gia Ấn Độ                                             | Indian National Science Academy                                                                                |
| Ireland              | RIA        | Viện Hàn lâm Hoàng gia Ailen                                                     | Royal Irish Academy                                                                                            |
| Iran                 | UT         | Đại học Tehran                                                                   | University of Tehran                                                                                           |
| Iraq                 | MSTI       | Bộ Khoa học và Công nghệ Iraq                                                    | Ministry of Science and Technology (Iraq)                                                                      |
| Israel               | IASH       | Học viện Khoa học và Nhân văn Israel                                             | Israel Academy of Sciences and Humanities                                                                      |
| Ý                    | CNR        | Hội đồng Nghiên cứu Quốc gia Italia                                              | Consiglio Nazionale delle Ricerche (Italy)                                                                     |
| Jamaica              | SRCJ       | Hội đồng Nghiên cứu Khoa học Jamaica                                             | Scientific Research Council (Jamaica)                                                                          |
| Jordan               | RSSJ       | Hội Khoa học hoàng gia Jordan                                                    | Royal Scientific Society (Jordan)                                                                              |
| Nhật Bản             | SCJ        | Hội đồng Khoa học Nhật Bản                                                       | Science Council of Japan                                                                                       |
| Kazakhstan           | NASRK      | Viện Hàn lâm Khoa học Quốc gia Cộng hòa Kazakhstan                               | National Academy of Sciences of the Republic of Kazakhstan                                                     |
| Kenya                | KNAS       | Viện Hàn lâm Khoa học Quốc gia Kenya                                             | Kenya National Academy of Sciences                                                                             |
| Hàn Quốc             | KAST       | Viện Hàn lâm Khoa học và Công nghệ Hàn Quốc                                      | Korean Academy of Science and Technology                                                                       |
| Hàn Quốc             | KOSSREC    | Hội đồng Nghiên cứu Khoa học Xã hội Hàn Quốc                                     | Korean Social Science Research Council                                                                         |
| Hàn Quốc             | NASRK      | Viện Hàn lâm Khoa học Quốc gia Hàn Quốc                                          | National Academy of Sciences of the Republic of Korea                                                          |
| Lào                  | LNSC       | Hội đồng Khoa học Quốc gia Lào                                                   | Lao National Science Council                                                                                   |
| Liban                | NCSR       | Hội đồng Nghiên cứu Khoa học Quốc gia Lebanon                                    | National Council for Scientific Research (Lebanon)                                                             |
| Sri Lanka            | NSF        | Quỹ Khoa học Quốc gia Sri Lanka                                                  | National Science Foundation (Sri Lanka)                                                                        |
| Lesotho              | DSTL       | Sở Khoa học và Công nghệ Lesotho                                                 | Department of Science and Technology (Lesotho)                                                                 |
| Litva                | LAS        | Viện Hàn lâm Khoa học Litva                                                      | Lietuvos mokslų akademija; Lithuanian Academy of Sciences                                                      |
| Luxembourg           | FNR        | Quỹ Nghiên cứu Quốc gia Luxembourg                                               | Fonds National de la Recherche (Luxembourg)                                                                    |
| Latvia               | LAS        | Viện Hàn lâm Khoa học Latvia                                                     | Latvijas Zinātņu akadēmija; Latvian Academy of Sciences                                                        |
| Maroc                | AST        | Viện Hàn lâm Khoa học và Công nghệ Hassan II                                     | Hassan II Academy for Science and Technology (Morocco)                                                         |
| Monaco               | CSM        | Trung tâm Khoa học Monaco                                                        | Centre Scientifique de Monaco                                                                                  |
| Moldova              | ASM        | Viện Hàn lâm Khoa học Moldova                                                    | Academia de Ştiinţe a Moldovei; Academy of Sciences of Moldova                                                 |
| Madagascar           | MESRS      | Bộ Giáo dục Đại học và Nghiên cứu Khoa học Madagascar                            | Ministère de l’Enseignement Supérieur et de la Recherche Scientifique (Madagascar)                             |
| México               | AMC        | Viện Hàn lâm Khoa học Mexico                                                     | Academia Mexicana de Ciencias                                                                                  |
| México               | COMECSO    | Hội đồng Khoa học Xã hội Mexico                                                  | Consejo Mexicano de Ciencias Sociales                                                                          |
| Bắc Macedonia        | МАНУ/MASA  | Viện Hàn lâm Khoa học và Nghệ thuật Macedonia                                    | Македонска Академија на Науките и Уметностите; Macedonian Academy of Sciences and Arts                         |
| Montenegro           | CANU/MASA  | Viện Hàn lâm Khoa học và Nghệ thuật Montenegro                                   | Crnogorska akademija nauka i umjetnosti; Montenegrin Academy of Sciences and Arts                              |
| Mông Cổ              | MAS        | Viện Hàn lâm Khoa học Mông Cổ                                                    | Mongolian Academy of Sciences                                                                                  |
| Mozambique           | AICIMO     | Hiệp hội Nghiên cứu Khoa học Mozambique                                          | Scientific Research Association of Mozambique                                                                  |
| Mauritius            | MRC        | Hội đồng Nghiên cứu Mauritius                                                    | Mauritius Research Council                                                                                     |
| Malawi               | NCST       | Ủy ban Khoa học và Công nghệ Quốc gia Malawi                                     | National Commission for Science and Technology (Malawi)                                                        |
| Malaysia             | ASM        | Viện Hàn lâm Khoa học Malaysia                                                   | Akademi Sains Malaysia; Academy of Sciences Malaysia                                                           |
| Namibia              | NCRST      | Ủy ban Quốc gia về Nghiên cứu, Khoa học và Công nghệ Namibia                     | National Commission on Research, Science and Technology (Namibia)                                              |
| Nigeria              | NAS        | Viện Hàn lâm Khoa học Nigeria                                                    | Nigerian Academy of Science                                                                                    |
| Hà Lan               | KNAW       | Viện Hàn lâm Khoa học Hoàng gia Hà Lan                                           | Koninklijke Nederlandse Akademie van Wetenschappen                                                             |
| Na Uy                | DNVA/NASL  | Viện Hàn lâm Khoa học Na Uy                                                      | Det Norske Videnskaps-Akademi; Norwegian Academy of Sciences and Letters                                       |
| Na Uy                | RCN        | Hội đồng Nghiên cứu Na Uy                                                        | Norges forskningsråd; Research Council of Norway                                                               |
| Na Uy                | UiB        | Đại học Bergen                                                                   | University of Bergen                                                                                           |
| Nepal                | NAST       | Viện Hàn lâm Khoa học và Công nghệ Nepal                                         | Nepal Academy of Science and Technology                                                                        |
| New Zealand          | RSTA       | Hội Hoàng gia Te Apārangi New Zealand                                            | Royal Society Te Apārangi (New Zealand)                                                                        |
| Oman                 | RCO        | Hội đồng Nghiên cứu của Oman                                                     | Research Council of Oman                                                                                       |
| Pakistan             | PAAS       | Hiệp hội vì sự Tiến bộ của Khoa học Pakistan                                     | Pakistan Association for the Advancement of Science                                                            |
| Panama               | UP         | Đại học Panama                                                                   | Universidad de Panama                                                                                          |
| Perú                 | ANC        | Viện Hàn lâm Khoa học Quốc gia Peru                                              | Academia Nacional de Ciencias (Peru)                                                                           |
| Philippines          | NRCP       | Hội đồng Nghiên cứu Quốc gia Philippines                                         | National Research Council (Philippines)                                                                        |
| Philippines          | PSSC       | Hội đồng Khoa học Xã hội Philippines                                             | Philippine Social Science Council                                                                              |
| Ba Lan               | PAN        | Viện Hàn lâm Khoa học Ba Lan                                                     | Polska Akademia Nauk; Polish Academy of Sciences                                                               |
| CHDCND Triều Tiên    | SA-DPRK    | Viện Hàn lâm Khoa học CHDCND Triều Tiên                                          | 조선민주주의인민공화국 과학원; State Academy of Sciences (DPR Korea)                                           |
| Bồ Đào Nha           | ACL        | Viện Hàn lâm Khoa học Lisbon                                                     | Academia das Ciencias de Lisboa                                                                                |
| România              | AR         | Viện Hàn lâm Româna                                                              | Academia Română; Romanian Academy                                                                              |
| Nga                  | РАН/RAN    | Viện Hàn lâm Khoa học Nga                                                        | Росси́йская акаде́мия нау́к; Russian Academy of Sciences                                                          |
| Rwanda               | KIST       | Viện Khoa học và Công nghệ Kigali                                                | Kigali Institute of Science and Technology (Rwanda)                                                            |
| Ả Rập Xê Út          | KACST      | Thành phố Khoa học và Công nghệ Vua Abdulaziz                                    | King Abdulaziz City for Science and Technology                                                                 |
| Sudan                | NCR        | Trung tâm Nghiên cứu Quốc gia Sudan                                              | National Centre for Research (Rep. Sudan)                                                                      |
| Sénégal              | ASR        | Hiệp hội các nhà Nghiên cứu Senegal                                              | Association des Chercheurs Sénégalais                                                                          |
| Singapore            | SNAS       | Viện Hàn lâm Khoa học Quốc gia Singapore                                         | Singapore National Academy of Science                                                                          |
| El Salvador          | VMCT       | Phó Bộ Khoa học và Công nghệ El Salvador                                         | Viceministerio de Ciencia y Tecnología de El Salvador                                                          |
| Somalia              | SONRREC    | Trung tâm Nghiên cứu Tài nguyên thiên nhiên Somali                               | Somali Natural Resources Research Center                                                                       |
| Serbia               | SANU/SASA  | Viện Hàn lâm Khoa học và Nghệ thuật Serbia                                       | Srpska akademija nauka i umetnosti; Serbian Academy of Sciences and Arts                                       |
| Slovakia             | SAV/SAS    | Viện Hàn lâm Khoa học Slovak                                                     | Slovenská akadémia vied; Slovak Academy of Sciences                                                            |
| Slovenia             | SAZU/SASA  | Viện Hàn lâm Khoa học và Nghệ thuật Slovenia                                     | Slovenska akademija znanosti in umetnosti; Slovenian Academy of Sciences and Arts                              |
| Thụy Điển            | KVA/RSAS   | Viện Hàn lâm Khoa học Hoàng gia Thụy Điển                                        | Kungliga Vetenskapsakademien; Royal Swedish Academy of Sciences                                                |
| Eswatini             | NRCE       | Hội đồng Nghiên cứu Quốc gia Eswatini                                            | National Research Council (Eswatini)                                                                           |
| Seychelles           | SNPA       | Cơ quan công viên Quốc gia Seychelles                                            | Seychelles National Parks Authority                                                                            |
| Togo                 | CUT        | Chancellerie các trường Đại học Togo                                             | Chancellerie des Universités du Togo                                                                           |
| Thái Lan             | NRCT       | Hội đồng Nghiên cứu Quốc gia Thái Lan                                            | National Research Council of Thailand                                                                          |
| Tajikistan           | ASRT       | Viện Hàn lâm Khoa học Tajikistan                                                 | Academy of Sciences of the Republic of Tajikistan                                                              |
| Tunisia              | UTM        | Đại học Tunis El Manar                                                           | Université Tunis El Manar                                                                                      |
| Thổ Nhĩ Kỳ           | SAT        | Viện Hàn lâm Khoa học - Bilim Akademisi                                          | Science Academy – Bilim Akademisi                                                                              |
| Thổ Nhĩ Kỳ           | TÜBA       | Viện Hàn lâm Khoa học Thổ Nhĩ Kỳ                                                 | Turkish Academy of Sciences                                                                                    |
| Thổ Nhĩ Kỳ           | TÜBİTAK    | Hội đồng Nghiên cứu Khoa học và Kỹ thuật Thổ Nhĩ Kỳ                              | Scientific and Technical Research Council of Turkey                                                            |
| Đài Loan             | TAS        | Viện Hàn lâm Khoa học Đài Loan                                                   | Taiwan Academy of Sciences                                                                                     |
| Tanzania             | COSTECH    | Ủy ban Khoa học và Công nghệ Tanzania                                            | Tanzania Commission for Science and Technology                                                                 |
| Uganda               | UNCST      | Hội đồng Khoa học và Công nghệ Quốc gia Uganda                                   | Uganda National Council for Science and Technology                                                             |
| Ukraina              | NANU/NASU  | Viện Hàn lâm Khoa học Quốc gia Ukraina                                           | Національна академія наук України; National Academy of Sciences of Ukraine                                     |
| Uruguay              | CONICYT    | Ủy ban Hội đồng Khoa học và Công nghệ Quốc gia Uruguay                           | Comisión Consejo Nacional de Innovacion Ciencia y Tecnologia (Uruguay)                                         |
| Hoa Kỳ               | NAS        | Viện Hàn lâm Khoa học Quốc gia Hoa Kỳ                                            | National Academy of Sciences (United States)                                                                   |
| Uzbekistan           | UzAS       | Viện Hàn lâm Khoa học Uzbekistan                                                 | Uzbekistan Academy of Sciences                                                                                 |
| Thành Vatican        | PAS        | Viện Hàn lâm Giáo hoàng về Khoa học                                              | Pontificia Academia Scientiarum                                                                                |
| Venezuela            | FONACIT    | Quỹ Khoa học, Công nghệ và Đổi mới Quốc gia Venezuela                            | Fondo Nacional de Ciencia, Tecnología e Innovación (Venezuela)                                                 |
| Việt Nam             | VUSTA      | Liên hiệp các Hội Khoa học và Kỹ thuật Việt Nam                                  | Vietnam Union of Science and Technology Associations                                                           |
| Nam Phi              | HSRC       | Hội đồng Nghiên cứu Khoa học Con người Nam Phi                                   | Human Sciences Research Council of South Africa                                                                |
| Nam Phi              | NRF        | Quỹ Nghiên cứu Quốc gia Nam Phi                                                  | National Research Foundation (South Africa)                                                                    |
| Zambia               | ZAS        | Viện Hàn lâm Khoa học Zambia                                                     | Zambia Academy of Sciences                                                                                     |
| Zimbabwe             | RCZ        | Hội đồng Nghiên cứu Zimbabwe                                                     | Research Council of Zimbabwe                                                                                   |